# Cataract (Wisconsin)
Cataract es un lugar designado por el censo ubicado en el condado de Monroe en el estado estadounidense de Wisconsin. En el Censo de 2010 tenía una población de 186 habitantes y una densidad poblacional de 120,9 personas por km².

## Geografía
Cataract se encuentra ubicado en las coordenadas 44°5′12″N 90°50′18″O / 44.08667, -90.83833. Según la Oficina del Censo de los Estados Unidos, Cataract tiene una superficie total de 1.54 km², de la cual 1.54 km² corresponden a tierra firme y (0%) 0 km² es agua.

## Demografía
Según el censo de 2010, había 186 personas residiendo en Cataract. La densidad de población era de 120,9 hab./km². De los 186 habitantes, Cataract estaba compuesto por el 95.7% blancos, el 1.08% eran afroamericanos, el 3.23% eran amerindios, el 0% eran asiáticos, el 0% eran isleños del Pacífico, el 0% eran de otras razas y el 0% pertenecían a dos o más razas. Del total de la población el 0% eran hispanos o latinos de cualquier raza.